# Irske euromønter
De irske euromønter har alle sammen det samme motiv på deres nationale side. De viser den keltiske harpe af Jarlath Hayes. På alle mønterne figurerer de 12 stjerner symboliserende den europæiske union.
Derudover ses udstedelses datoen og Irland(éire) skrevet på irsk.
De irske euromønter præges på Central Bank and Financial Services Authority of Ireland.

## Første erindringsmønt
Irlands første og eneste erindringsmønt er den for romtraktaten